# Астар
Астар — одно из наиболее загадочных божеств древнесемитских мифологий.
В западносемитской мифологии Астар почитался наряду с Астартой (предположительно, как её супруг). В йеменской мифологии был верховным божеством (почитался во всех государствах Древнего Йемена).
Предполагают, что Астар был грозным и сильным божеством войны и одновременно защитником, оберегавшим «от всякого разрушения», а также и божеством плодородия. Он был хранителем домов, гробниц и прочего. А также считался покровителем царской власти в сабейском государстве (в Сабе его супругой и/или его ипостасью считалась Хавбас). Наиболее известная ипостась — Астар Шаркан («Восточный» или «Восходящий»). Многие должностные лица в Сабейском государстве были жрецами Астара, существовали многочисленные храмы.
Священными животными этого божества считают быка и антилопу. Символы Астара: копьё, дверь (или рука и дверь), диск (над лежащим серпом луны).
С середины I тысячелетия до н. э. Астар постепенно начинает вытесняться с позиции верховного божества местными богами.